# Monopis zagulajevi
Monopis zagulajevi är en fjärilsart som beskrevs av Reinhardt Gaedike 2000. Monopis zagulajevi ingår i släktet Monopis och familjen äkta malar. Inga underarter finns listade i Catalogue of Life.